# 24 ur Le Mansa 1983
24 ur Le Mansa 1983 je bila enainpetdeseta vzdržljivostna dirka 24 ur Le Mansa. Potekala je 18. in 19. junija 1983.

## Rezultati

### Uvrščeni
| Poz | Razred | Št | Moštvo                        | Dirkači                                               | Šasija       | Motor                         | Krogi |
| --- | ------ | -- | ----------------------------- | ----------------------------------------------------- | ------------ | ----------------------------- | ----- |
| 1   | C      | 3  | Rothmans Porsche              | Vern Schuppan Hurley Haywood Al Holbert               | Porsche 956  | Porsche 2.6L Turbo Flat-6     | 370   |
| 2   | C      | 1  | Rothmans Porsche              | Jacky Ickx Derek Bell                                 | Porsche 956  | Porsche 2.6L Turbo Flat-6     | 370   |
| 3   | C      | 21 | Porsche Kremer Racing         | Mario Andretti Michael Andretti Philippe Alliot       | Porsche 956  | Porsche 2.6L Turbo Flat-6     | 364   |
| 4   | C      | 12 | Sorga S.A. / Joest Racing     | Volkert Merl Clemens Schickentanz Mauricio de Narvaez | Porsche 956  | Porsche 2.6L Turbo Flat-6     | 361   |
| 5   | C      | 16 | Fitzpatrick Racing            | John Fitzpatrick Guy Edwards Rupert Keegan            | Porsche 956  | Porsche 2.6L Turbo Flat-6     | 358   |
| 6   | C      | 8  | Sorga S.A. / Joest Racing     | Klaus Ludwig Stefan Johansson Bob Wollek              | Porsche 956  | Porsche 2.6L Turbo Flat-6     | 354   |
| 7   | C      | 18 | Obermaier Racing              | Axel Plankenhorn Desiré Wilson Jürgen Lässig          | Porsche 956  | Porsche 2.6L Turbo Flat-6     | 347   |
| 8   | C      | 14 | Canon Richard Lloyd Racing    | Jonathan Palmer Jan Lammers Richard Lloyd             | Porsche 956  | Porsche 2.6L Turbo Flat-6     | 339   |
| 9   | C      | 46 | Sauber Team Switzerland       | Diego Montoya Tony Garcia Albert Naon                 | Sauber C7    | BMW 3.5L I6                   | 338   |
| 10  | C      | 47 | Preston Henn T-Bird Swap Shop | Preston Henn Jean-Louis Schlesser Claude Ballot-Léna  | Porsche 956  | Porsche 2.6L Turbo Flat-6     | 327   |
| 11  | B      | 93 | Charles Ivey Racing           | John Cooper Paul Smith David Ovey                     | Porsche 930  | Porsche 3.3L Turbo Flat-6     | 303   |
| 12  | C Jr   | 60 | Mazdaspeed Co. Ltd.           | Takashi Yorino Yojiro Terada Yoshimi Katayama         | Mazda 717C   | Mazda 13B 1.3L 2-Rotor        | 302   |
| 13  | B      | 92 | Georg Memminger               | Georg Memminger Heinz Kuhn-Wiess Fritz Müller         | Porsche 930  | Porsche 3.3L Turbo Flat-6     | 299   |
| 14  | C      | 54 | Valentin Bertapelle           | Bruno Sotty Gérard Cuynet                             | URD C81      | BMW 3.5L I6                   | 292   |
| 15  | B      | 95 | Equipe Alméras Fréres         | Jacques Alméras Jean-Marie Alméras Jacques Guillot    | Porsche 930  | Porsche 3.3L Turbo Flat-6     | 279   |
| 16  | C      | 10 | WM Secateva                   | Roger Dorchy Alain Courdec Pascal Fabre               | WM P83       | Peugeot 2.8L Turbo V6         | 278   |
| 17  | C      | 41 | EMKA Productions Ltd.         | Tiff Needell Steve O'Rourke Nick Faure                | EMKA C83/1   | Aston Martin-Tickford 5.3L V8 | 275   |
| 18  | C Jr   | 61 | Mazdaspeed Co. Ltd.           | Steve Soper Jeff Allam James Weaver                   | Mazda 717C   | Mazda 13B 1.3L 2-Rotor        | 267   |
| 19  | C      | 29 | Christian Bussi               | Daniel Herregods Jean-Paul Libert Pascal Witmeur      | Rondeau M382 | Ford Cosworth DFL 3.3L V8     | 265   |
| 20  | B      | 96 | Michel Lateste                | Raymond Touroul Michel Lateste Michel Bienvault       | Porsche 930  | Porsche 3.3L Turbo Flat-6     | 264   |

### Neuvrščeni
Niso prevozili 70 % razdalje zmagovalca (259 krogov)
| Poz | Razred | Št | Moštvo                            | Dirkači                                         | Šasija          | Motor                     | Krogi |
| --- | ------ | -- | --------------------------------- | ----------------------------------------------- | --------------- | ------------------------- | ----- |
| 21  | B      | 97 | Raymond Boutinaud                 | Raymond Boutinaud Patrick Gonin Alain le Page   | Porsche 928S    | Porsche 4.7L V8           | 234   |
| 22  | C      | 53 | A.S. École Supérieure de Tourisme | François Hesnault Thierry Perrier Bernard Salam | Lancia LC1      | Ferrari 1.4L Turbo I4     | 232   |
| 23  | C      | 51 | Scuderia Sivama Motor             | Oscar Larrauri Massimo Sigala Max Cohen-Olivar  | Lancia LC1      | Ferrari 1.4L Turbo I4     | 217   |
| 24  | C Jr   | 65 | Francois Duret                    | John Sheldon Francois Duret Ian Harrower        | De Cadenet-Lola | Ford Cosworth DFV 3.0L V8 | 214   |

### Diskvalificirani
| Poz | Razred | Št | Moštvo   | Dirkači                                       | Šasija       | Motor                     | Krogi |
| --- | ------ | -- | -------- | --------------------------------------------- | ------------ | ------------------------- | ----- |
| 25  | C      | 30 | Primagaz | Lucien Guitteny Pierre Yver Bernard de Dryver | Rondeau M382 | Ford Cosworth DFL 3.3L V8 | 266   |

### Odstopi
| Poz | Razred | Št | Moštvo                            | Dirkači                                                  | Šasija                                   | Motor                           | Krogi |
| --- | ------ | -- | --------------------------------- | -------------------------------------------------------- | ---------------------------------------- | ------------------------------- | ----- |
| 26  | B      | 94 | Claude Haldi                      | Claude Haldi Günther Steckkönig Bernd Schiller           | Porsche 930                              | Porsche 3.3L Turbo Flat-6       | 217   |
| 27  | C      | 2  | Rothmans Porsche                  | Jochen Mass Stefan Bellof                                | Porsche 956                              | Porsche 2.6L Turbo Flat-6       | 281   |
| 28  | C      | 39 | Viscount Downe - Pace Petroleum   | Ray Mallock Mike Salmon Steve Earle                      | Nimrod NRA C2                            | Aston Martin-Tickford 5.3L V8   | 218   |
| 29  | C      | 24 | Ford France                       | Thierry Boutsen Henri Pescarolo                          | Rondeau M482                             | Ford Cosworth DFL 4.0L V8       | 174   |
| 30  | C      | 20 | Cooke Racing                      | Ralph Kent-Cooke Jim Adams Francois Servanin             | Lola T610                                | Ford Cosworth DFL 4.0L V8       | 165   |
| 31  | B      | 90 | Angelo Pallavinci Brun Motorsport | Prince Leopold von Bayern Angelo Pallavinci Jens Winther | BMW M1                                   | BMW 3.5L I6                     | 160   |
| 32  | C Jr   | 63 | Scuderia Jolly Club               | Carlo Facetti Martino Finotti Marco Vanoli               | Alba AR2                                 | Giannini Carma FF 1.9L Turbo I4 | 158   |
| 33  | C      | 28 | Jean Rondeau Ford France          | Vic Elford Joël Gouhier Anny-Charlotte Verney            | Rondeau M379                             | Ford Cosworth DFV 3.0L V8       | 136   |
| 34  | C      | 6  | Martini Lancia                    | Paolo Barilla Alessandro Nannini Jean-Claude Andruet     | Lancia LC2                               | Ferrari 2.6L Turbo V8           | 135   |
| 35  | C      | 5  | Martini Lancia                    | Piercarlo Ghinzani Hans Heyer Michele Alboreto           | Lancia LC2                               | Ferrari 2.6L Turbo V8           | 121   |
| 36  | C      | 9  | WM Secateva                       | Jean-Daniel Raulet Michel Pignard Didier Theys           | WM P83                                   | Peugeot 2.8L Turbo V6           | 102   |
| 37  | C      | 26 | Ford France                       | Alain Ferté Jean Rondeau Michel Ferté                    | Rondeau M482                             | Ford Cosworth DFL 4.0L V8       | 90    |
| 38  | C      | 11 | John Fitzpatrick Racing           | John Fitzpatrick David Hobbs Dieter Quester              | Porsche 956                              | Porsche 2.6L Turbo Flat-6       | 135   |
| 39  | C      | 13 | Primagaz                          | Alain de Cadenet Yves Courage Michel Dubois              | Cougar C01B ? Courage Compétition C01B ? | Ford Cosworth DFL 3.3L V8       | 86    |
| 40  | C      | 22 | Porsche Kremer Racing             | Derek Warwick Patrick Gaillard Frank Jelinski            | Porsche-Kremer CK5                       | Porsche 3.0L Turbo Flat-6       | 76    |
| 41  | C      | 38 | Dome Racing Colin Bennett         | Eliseo Salazar Chris Craft Nick Mason                    | Dome RC82                                | Ford Cosworth DFL 3.3L V8       | 75    |
| 42  | C Jr   | 64 | Hubert Striebig                   | Hubert Striebig Noël del Bello Jacques Heuclin           | Sthemo SM01                              | BMW 2.2L I4                     | 71    |
| 43  | C      | 49 | Grid Motor Racing Ltd.            | Fred Stiff Dudley Wood Ray Ratcliff                      | Grid S1                                  | Ford Cosworth DFL 4.0L V8       | 69    |
| 44  | C      | 36 | Brun Motorsport GmbH              | Jacques Villeneuve (elder) Ludwig Heimrath David Deacon  | Sehcar C6                                | Ford Cosworth DFL 4.0L V8       | 68    |
| 45  | C      | 72 | Jean Rondeau                      | Dany Snobeck Xavier Lapeyre Alain Cudini                 | Rondeau M382                             | Ford Cosworth DFL 3.3L V8       | 31    |
| 46  | C      | 4  | Martini Lancia                    | Michele Alboreto Teo Fabi Alessandro Nannini             | Lancia LC2                               | Ferrari 2.6L Turbo V8           | 27    |
| 47  | C      | 43 | Peer Racing                       | Francois Migault David Kennedy Martin Birrane            | Ford C100                                | Ford Cosworth DFL 3.3L V8       | 16    |
| 48  | C      | 25 | Ford France                       | Jean-Pierre Jaussaud Philippe Streiff                    | Rondeau M482                             | Ford Cosworth DFL 3.3L V8       | 12    |
| 49  | C      | 15 | Belga Team Joest Racing           | Jean-Michel Martin Marc Duez Philippe Martin             | Porsche 936J                             | Porsche 2.6L Turbo Flat-6       | 9     |
| 50  | C      | 42 | Richard Cleare Racing             | Tony Dron Richard Cleare Richard Jones                   | Porsche-Kremer CK5                       | Porsche 3.0L Turbo Flat-6       | 8     |
| 51  | B      | 91 | Edgar Dören                       | Alain Yvon Jean-Marie Lemerle Michael Krankenberg        | Porsche 930                              | Porsche 3.0L Turbo Flat-6       | 7     |

### Statistika
- Najboljši štartni položaj - #1 Rothmans Porsche - 3:16.560
- Najhitrejši krog - #1 Rothmans Porsche - 3:29.070
- Razdalja - 5047.934 km
- Povprečna hitrost - 210.330 km/h